# ایبو فن د پول
ایبو فن د پول (به هلندی: Ibo van de Poel) استاد اخلاق و فناوری و صاحب کرسی آنتونی ون لیوانهوک در دانشگاه صنعتی دلفت است.

## پژوهش‌ها
طبق آمار گوگل اسکولار، آثار ون دو پول بیش از ۳۷۰۰ بار مورد استناد قرار گرفته‌است و در حال حاضر دارای شاخص اچ  ۳۵ است. او نویسندهٔ اولین کتاب درسی اخلاق و فناوری در هلند است.